# Université du Dakota du Sud
Ne doit pas être confondu avec Université d'État du Dakota du Sud.

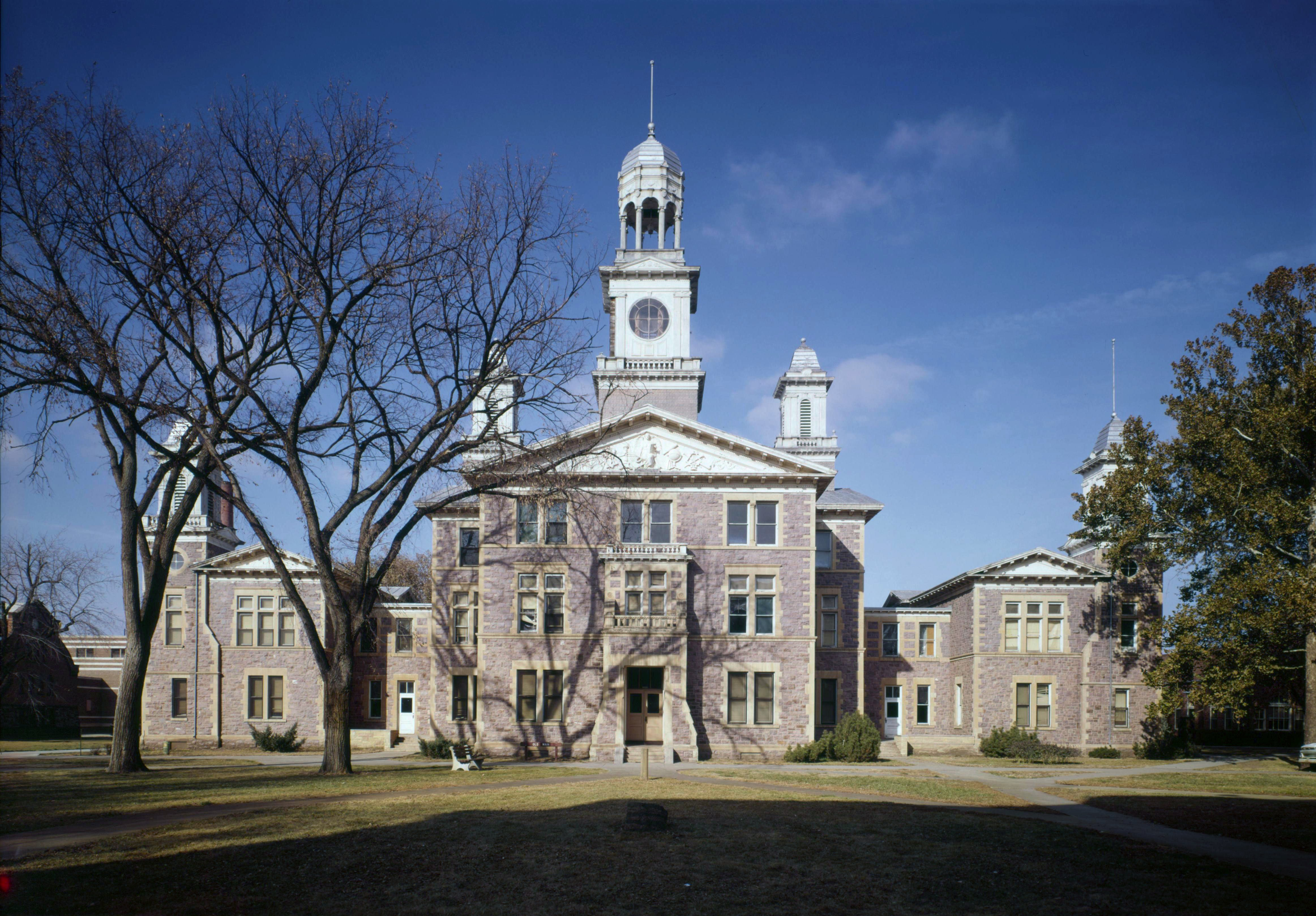
Université du Dakota du Sud

L’université du Dakota du Sud (anglais : University of South Dakota, USD) est une université publique fondée en 1862 à Vermillion dans le Dakota du Sud.

## Anciens élèves
- Greg Mortenson
- Anna Johnson Pell Wheeler (1883-1966), mathématicienne américaine.